# HD 203
HD 203 — звезда, которая находится в созвездии Кита на расстоянии около 127 световых лет от нас.

## Характеристики
HD 203 — звезда 6,190 величины. Впервые в астрономической литературе она упоминается в каталоге Генри Дрейпера, изданном в начале XX века. Это жёлто-белый карлик, имеющий массу, равную 1,34 массы Солнца. Возраст звезды оценивается приблизительно в 1,5 миллиарда лет. Планет в данной системе пока обнаружено не было. HD 203 принадлежит к движущейся группе звёзд β Живописца. Это молодая группа звёзд, находящаяся недалеко от Солнечной системы, члены которой объединены между собой общим направлением движения и происхождением.